# Jag Singh
Jag Singh ist ein amerikanischer Internet-Unternehmer, Business Angel und ehemaliger politischer Stratege mit Sitz in Berlin, Deutschland. Zuvor war er Geschäftsführer von Techstars.

## Leben
Singh gründete mehrere Unternehmen. Eines davon wurde 2008 von einem britischen Medienkonglomerat übernommen.
Singh war vor 2008 Berater von Hillary Clinton. Im Jahr 2011 arbeitete er als Director of Digital für die No To AV-Referendumskampagne in Großbritannien. Singh gründete WESS Digital gemeinsam mit Matthew Elliott und Paul Staines im Jahr 2013. Das Unternehmen erstellte eine auf themenbezogenen Kampagnen basierende Datenbank, die von politischen Parteien zur Analyse des Wahlverhaltens genutzt werden kann.
Im Jahr 2008 wurde er in die Liste der 100 einflussreichsten politischen Berater des The Daily Telegraph aufgenommen. Im Jahr 2018 wurde Singh von der Financial Times in die Liste der 100 besten schwarzen und aus ethnischen Minderheiten stammenden Führungskräfte in der Technologiebranche des Vereinigten Königreichs aufgenommen.